# Чанцзі
Чанцзі (кит. спр. 昌吉市, піньїнь: Chāngjí Shì) — місто-повіт в Сіньцзян-Уйгурському автономному районі, адміністративний центр Чанцзі-Хуейської автономної префектури.

## Географія
Чанцзі розташовується безпосередньо на захід від Урумчі.

### Клімат
Місто знаходиться у зоні, котра характеризується кліматом тропічних степів. Найтепліший місяць — липень із середньою температурою 27.3 °C (81.1 °F). Найхолодніший місяць — січень, із середньою температурою -12.1 °С (10.2 °F).
| Клімат Чанцзі (сел. Яньаньбейлу) | Клімат Чанцзі (сел. Яньаньбейлу) | Клімат Чанцзі (сел. Яньаньбейлу) | Клімат Чанцзі (сел. Яньаньбейлу) | Клімат Чанцзі (сел. Яньаньбейлу) | Клімат Чанцзі (сел. Яньаньбейлу) | Клімат Чанцзі (сел. Яньаньбейлу) | Клімат Чанцзі (сел. Яньаньбейлу) | Клімат Чанцзі (сел. Яньаньбейлу) | Клімат Чанцзі (сел. Яньаньбейлу) | Клімат Чанцзі (сел. Яньаньбейлу) | Клімат Чанцзі (сел. Яньаньбейлу) | Клімат Чанцзі (сел. Яньаньбейлу) | Клімат Чанцзі (сел. Яньаньбейлу) |
| Показник                         | Січ.                             | Лют.                             | Бер.                             | Квіт.                            | Трав.                            | Черв.                            | Лип.                             | Серп.                            | Вер.                             | Жовт.                            | Лист.                            | Груд.                            | Рік                              |
| Середня температура, °C          | −12,1                            | −9,4                             | 1,6                              | 13,3                             | 20,5                             | 25,1                             | 27,3                             | 25,8                             | 19,7                             | 10,4                             | −0,2                             | −9,3                             | 9,4                              |
| Норма опадів, мм                 | 7.6                              | 7.8                              | 16.3                             | 26.7                             | 28.3                             | 30.1                             | 24.1                             | 18                               | 19.6                             | 19.8                             | 14.2                             | 10.3                             | 222.8                            |
| Днів з опадами                   | 6,9                              | 5,2                              | 5,6                              | 5,1                              | 4,5                              | 5,9                              | 6,8                              | 5,2                              | 4,4                              | 3,9                              | 5,2                              | 7,3                              | 66                               |
| Вологість повітря, %             | 79.3                             | 77.8                             | 70.7                             | 47.6                             | 41.8                             | 41.8                             | 40.8                             | 39.6                             | 43.5                             | 56.6                             | 73.7                             | 80.2                             | 57.8                             |
| -------------------------------- | -------------------------------- | -------------------------------- | -------------------------------- | -------------------------------- | -------------------------------- | -------------------------------- | -------------------------------- | -------------------------------- | -------------------------------- | -------------------------------- | -------------------------------- | -------------------------------- | -------------------------------- |
| Джерело: Weatherbase             |                                  |                                  |                                  |                                  |                                  |                                  |                                  |                                  |                                  |                                  |                                  |                                  |                                  |